# Los caprichos de la mariposa
Los caprichos de la mariposa (también conocido como Los caprichos de una mariposa, o Les Caprices du Papillon) es un ballet en un acto, con coreografía de Marius Petipa y música de Nikolai Krotkov. El libreto de Marius Petipa, estaba basado en el poema El saltamontes músico de Yakov Polonsky. 
Este ballet se creó originalmente para las celebraciones llevadas a cabo en el Palacio de Peterhof en honor a la boda del Gran Duque Pavel Alexandrovich (hijo del Zar Alejandro II y hermano del Zar Alejandro III ) con la Princesa Alexandra de Grecia. Fue presentado por primera vez por el Ballet Imperial el 17 de junio de 1889 para la corte imperial en el teatro del Palacio Peterhof en San Petersburgo, Rusia. El ballet tuvo un segundo estreno para el público en general en el Teatro Imperial Mariinsky el 6 de noviembre de 1889 con el mismo elenco en una gala que también contó con El bosque encantado de Lev Ivanov y Sueño de una noche de verano de Petipa. Los bailarines principales fueron Varvara Nikitina, como la Mariposa; Pável Gerdt, como la Polilla Fénix; Sergei Litavki, como el Saltamontes; Maria Anderson, como la Mosca; Alexander Shiraev, como la Araña; y Serguéi Legat, como el Ruiseñor.

## Reescenificaciones
Petipa realizó otra reposición para el Ballet Imperial y fue presentada por primera vez el 3 de noviembre de 1895 en el Teatro Imperial Mariinsky. Los bailarines principales fueron Lyubov Roslavleva, como la Mariposa; Nicolai Legat, como la Polilla Fénix; Enrico Cecchetti, como el Saltamontes; Olga Preobrazhénskaya, como la Mosca; Alexander Shiraev, como la Araña; y Serguéi Legat, como el Ruiseñor.
Fue remontada en 1898, esta vez con Olga Preobrazhénskaya en el papel de Mariposa. En 1910, Sergeyev realizó una nueva producción con Mathilde Kschessinska en el papel de la Mariposa, y más tarde lo bailó Tamara Karsávina. Alexandre Tchekryguine reformuló la coreografía en 1923.
La coreografía de Petipa para Los caprichos de la mariposa fue anotada con el método de notación coreográfica de Stepanov por el régisseur del Imperial Ballet y su equipo de notadores, y hoy está incluida en la Colección Sergeyev.

## Críticas
La reacción al nuevo ballet parece que no fue demasiado entusiasta, posiblemente debido a  haber sido incluido en un programa que constaba de tres ballets con demasiada flora y fauna. Tras finalizar la temporada 1889/90, el ballet dejó de estar activo en el repertorio.